# Hōshi Ryokan

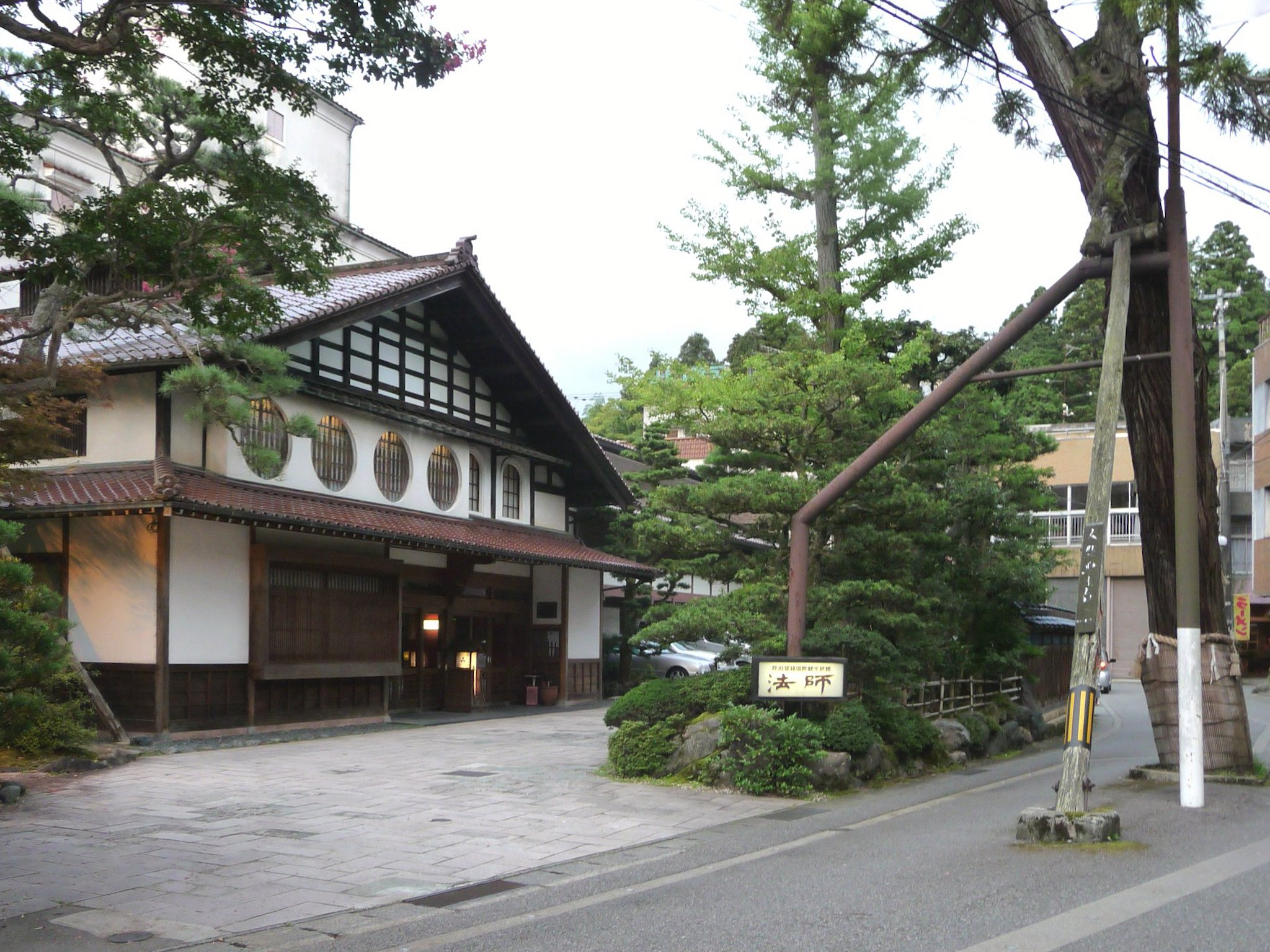
Cổng vào

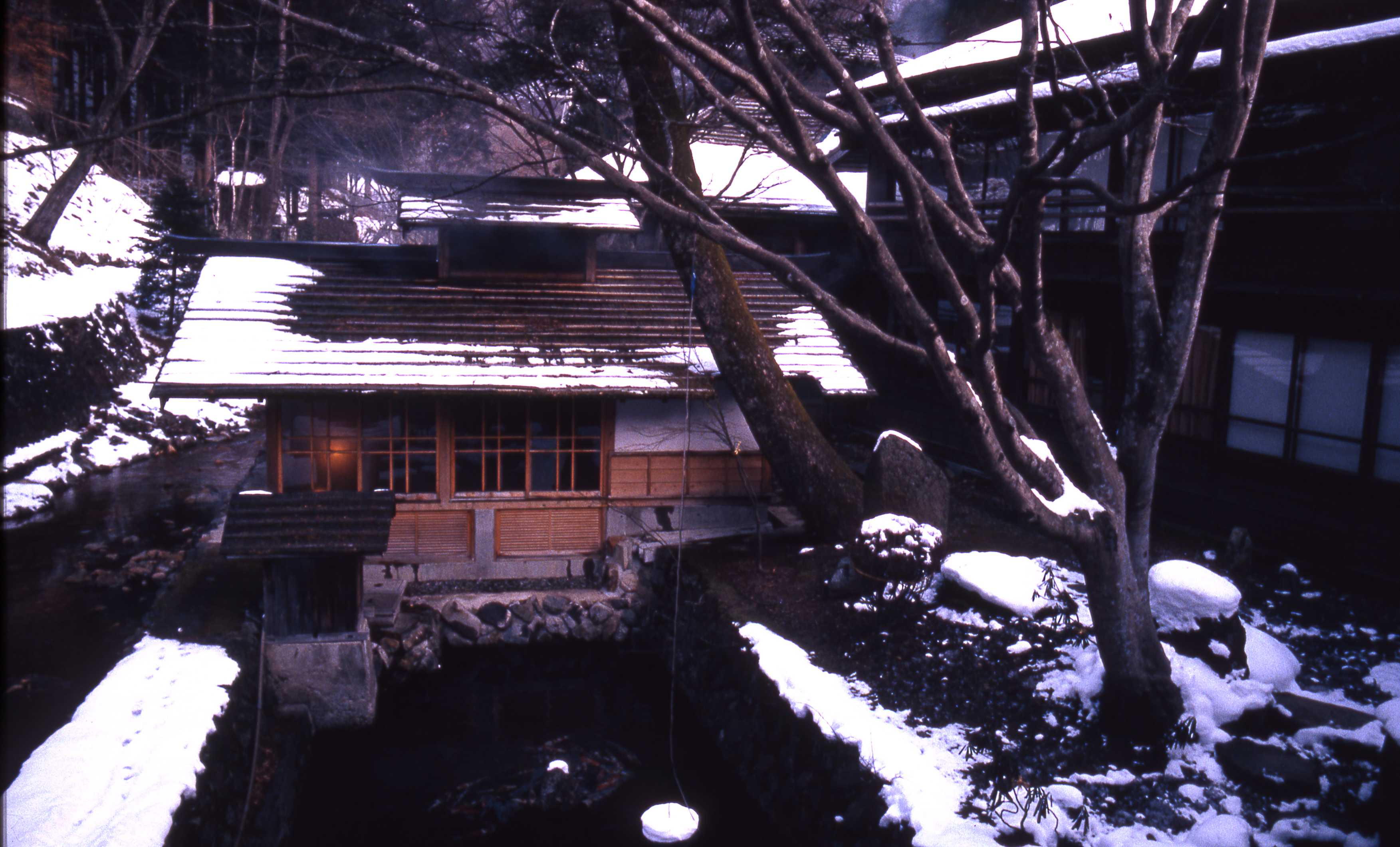
Suối nước nóng thư giãn tại Hōshi Ryokan vào mùa Đông

Hōshi (法師) là một Ryokan (nhà trọ truyền thống của Nhật Bản) nằm tại khu vực suối nước nóng Awazu ở Komatsu, Ishikawa, Nhật Bản. Thành lập năm 717, đây từng được Sách kỷ lục Guinness coi là khách sạn cổ nhất trên thế giới còn hoạt động liên tục. Năm 2011, danh hiệu này được trao cho một nhà trọ khác ở Nhật Bản là Nisiyama Onsen Keiunkan ở Yamanashi. Hoshin Ryokan được duy nhất một gia đình quản lý qua suốt 46 thế hệ.